# 季布里夫卡 (丘德尼夫區)
49°52′59″N 28°9′31″E / 49.88306°N 28.15861°E
季布里夫卡（烏克蘭語：Дібрівка），是烏克蘭北部的村莊，隸屬日托米爾州的日托米爾區。該村面積0.9平方公里，海拔高度272米，2001年人口247，人口密度每平方公里274.44人。